# Skiatook
Skiatook és un poble dels Estats Units a l'estat d'Oklahoma. Segons el cens del 2000 tenia 5.396 habitants.

## Demografia
Segons el cens del 2000, Skiatook tenia 5.396 habitants, 1.994 habitatges, i 1.475 famílies. La densitat de població era de 142,5 habitants per km².
Dels 1.994 habitatges en un 40,2% hi vivien nens de menys de 18 anys, en un 56,3% hi vivien parelles casades, en un 13,3% dones solteres, i en un 26% no eren unitats familiars. En el 22,5% dels habitatges hi vivien persones soles l'11,8% de les quals corresponia a persones de 65 anys o més que vivien soles. El nombre mitjà de persones vivint en cada habitatge era de 2,69 i el nombre mitjà de persones que vivien en cada família era de 3,15.
Per edats la població es repartia de la següent manera: un 31% tenia menys de 18 anys, un 9,3% entre 18 i 24, un 28,1% entre 25 i 44, un 18,2% de 45 a 60 i un 13,3% 65 anys o més.
L'edat mediana era de 32 anys. Per cada 100 dones de 18 o més anys hi havia 81,9 homes.
La renda mediana per habitatge era de 32.946 $ i la renda mediana per família de 37.879 $. Els homes tenien una renda mediana de 30.873 $ mentre que les dones 21.419 $. La renda per capita de la població era de 13.956 $. Entorn del 9,4% de les famílies i el 12,9% de la població estaven per davall del llindar de pobresa.

## Poblacions més properes
El següent diagrama mostra les poblacions més properes.